# Sweetest Sin
«Sweetest Sin» —en español: «El pecado más dulce»— es una canción pop con elementos del soft rock, interpretada por la cantante estadounidense Jessica Simpson e incluida en su tercer álbum de estudio, In This Skin (2003). Escrita por Diane Warren y producida por Ric Wake, su letra expresar los sentimientos de hacer el amor (en canción y en vídeo) de experiencia de primera mano. A fines de junio de 2003, ésta comenzó a ser lanzada como primer sencillo del álbum por Columbia Records. Con ello, "Sweetest Sin" se convirtió en el sexto sencillo de Simpson en los Estados Unidos.
Su video musical fue ideado por la cantante y su esposo para ese entonces Nick Lachey, rodado en una playa de Malibu, California, Estados Unidos. El video musical de "Sweetest Sin" fue dirigido por Dean Paraskevopoulos.
La canción no logró entrar a Billboard Hot 100. El 9 de agosto de 2003, la canción debutó en el número cuarenta en Pop Songs de Billboard, alcanzando el número treinta y siete dos semanas más tarde. Se señala por ser el primer sencillo en el que Simpson podría expresar los sentimientos de hacer el amor (en canción y en vídeo) de experiencia de primera mano.

## Información de la canción
Fue escrito por Diane Warren y producido por Ric Wake. Fue el primer sencillo en el que Simpson podría entender lo que significa el sexo en su música, porque es el primer sencillo que grabó presuntamente después de perder su virginidad con Nick Lachey después de su matrimonio. (Es comúnmente sabido que Simpson dijo que ella había tomado un voto de permanecer virgen hasta el matrimonio.) La canción atrajo menor controversia sobre su entonación sexual, pero no al grado de otras Simpson individuales. En su primer sexual impulsada, y sin embargo la madurez sexual, canción dedicada a hacer el amor, Simpson habla de su experiencia personal como cuentas ella lo que ella considera es la "más dulce pecado". A continuación, procede a cantar, "Su piel a mi piel, sería el más dulce pecado".
El proceso de grabación de Sweetest Sin, no estuvo exenta de problemas y fue documentado en un episodio de los Simpson la realidad de serie, Newlyweds: Nick and Jessica. Simpson originalmente grabó "El pecado más dulce" confidencial en una forma ligeramente remezclada y anunció que estaba satisfecho con su progreso. Sin embargo, sus jefes en Columbia Records no piensan lo mismo y que más tarde fue alertado de que ella hizo la canción también "difícil", en esencia, a su juicio, que los posibles oyentes de la canción se apaga el canto de que no sería capaz de duplicado. Esto no fue bien recibido por Simpson, que se rompió en lágrimas cuando recibió la noticia. Más tarde, después de asistir a una boda, iba a volver a grabar su voz. Ella trajo a lo largo de Nick Lachey porque ella sentía que era un buen productor vocal. Con la asistencia de Lachey, Simpson fue capaz de grabar un rendimiento de la versión que fue 
puesto en libertad.

## Recepción

### Críticas
Sal Cinquemani de Slant Magazine dijo: "[Sweetest Sin], la melodía pegadiza, escrita por Diane Warren, es un asunto brillante, siempre tan ligeramente sobre-producido. Clem Bastow de la revista Stylus he notado que la canción "se refiere a una imagen de la perfección ... tu piel sobre mi piel." Abbey Goodman de MTV, dijo Simpson "mantiene la imagen de niña buena que la hizo popular" con la canción, mientras que Joe D'Angelo, también en MTV, lo llamó "el botín oda a llamar." La canción fue también un Pick Track de la revista Allmusic por Stephen Thomas Erlewine, junto con "Be", "I Had To Love You" y "With You".

### Comercio
El 29 de julio de 2003, "Sweetest Sin" debutó en el número 40 en Billboard Pop Songs debido a una audiencia acumulada de 2.960, dos semanas después alcanzó la posición 37, con más de 4.418 audiencia acumulada, pese a que la canción obtuvo un éxito moderado alcanzando el número dos en el Billboard Bubbling Under Hot 100, no logró debutar en Billboard Hot 100.
Alcanzó la posición numeró 11 en Billboard Hot 100 Singles Sales. En junio de 2013, ha vendido 12.000 copias físicas y 146.000 descargas digitales según Nielsen Soundscan.

## Formato de sencillo

### Lista de canciones
- Sencillo en CD

1. «Sweetest Sin» (Versión sencillo) - 3:04
2. «In This Skin» - 4:19

- DVD single[10]

1. «With You» (Music Video) - 3:12
2. «Sweetest Sin» (Music Video) - 3:02

- Junior Vasquez Remixes

1. «Sweetest Sin» (Junior's Original Sin) - 9:39
2. «Sweetest Sin» (Junior's Tribapella) - 8:56
3. «Sweetest Sin» (Junior's World Mixshow Version) - 6:33

## Video musical

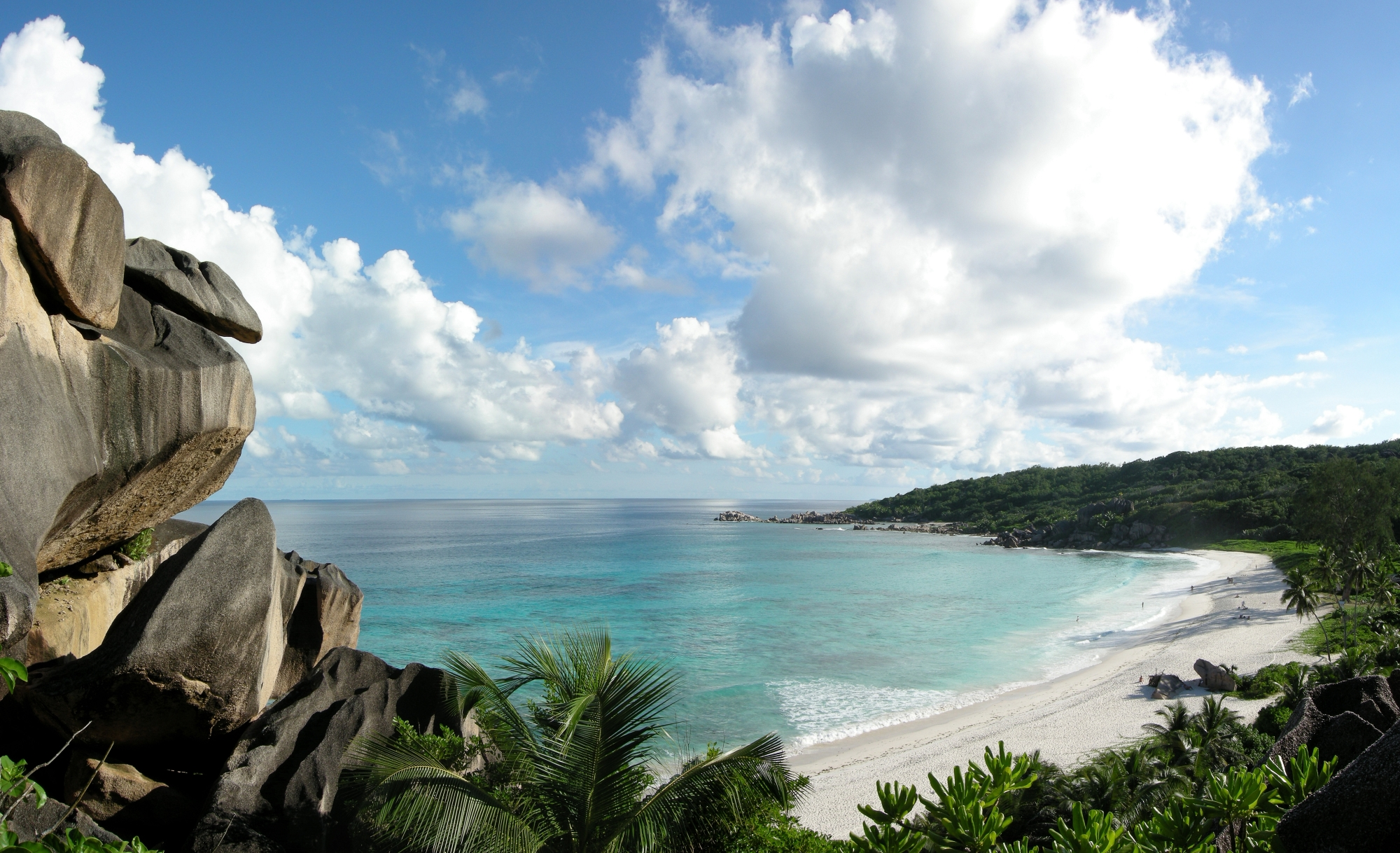
El video musical de "Sweetest Sin" fue rodado en una playa absolutamente natural.

El video comienza con sobreexpuestas en blanco y negro. Simpson se encuentra en una playa, abrazada a su marido, Nick Lachey, debajo de una cascada. Otras escenas se detalla el viaje se presentan, como aquella en la que Simpson se encuentra en una cama de ella fantasizing sobre su marido. El video sigue intercut con escenas de las anteriores escenas, hasta el último segundo de la canción, cuando se unió a Simpson por su marido, en el que se mueven en su cama en la playa en una escena en la que se suponía que están haciendo el amor.
El video termina cuando Lachey desaparece, dejando a Simpson por sí solo, lo que sugiere que se trataba de una Fantasía sexual (apoyado por la letra que "se" ser el más dulce pecado).
La realización del vídeo no fue sin complicaciones. Fue filmada en las temperaturas frías, causando Lachey a anunciar públicamente que era uno de los más difíciles videos que había filmado. Fue filmada en el mismo período que el video de "Shut Up", el primer sencillo de su álbum debut en solitario. Cuando Simpson, su familia, y Lachey se ve una copia de la áspera "más dulce pecado", Lachey quedó impresionado con ella y pregunta cuánto cuesta. Simpson dijo que el presupuesto ha sido de alrededor de 172.000 dólares, lo que encolerizó a Lachey ya que el "Shut Up" vídeo musical ha costado mucho menos. Lachey en consecuencia reshot su video musical, aunque fue de nuevo un presupuesto mucho más bajo que Simpson.

## Posicionamiento
| Listas (2003)                                    | Mejor posición |
| ------------------------------------------------ | -------------- |
| Estados Unidos (Billboard Hot 100)               | 124            |
| Estados Unidos (Billboard Pop Songs )            | 37             |
| Estados Unidos (Billboard Hot Dance Club Play)   | 2              |
| Estados Unidos (Billboard Hot 100 Singles Sales) | 11             |
| Estados Unidos (ARC Weekly Top 40)               | 24             |